# 長野県道316号梓橋田沢停車場線
長野県道316号梓橋田沢停車場線（ながのけんどう316ごう あずさばしたざわていしゃじょうせん）は、長野県安曇野市豊科高家の大糸線梓橋駅から同市豊科田沢の篠ノ井線田沢駅に至る一般県道である。

## 概要

### 路線データ
- 起点：安曇野市豊科高家（大糸線梓橋駅）
- 終点：安曇野市豊科田沢（篠ノ井線田沢駅）

## 地理

### 通過する自治体
- 長野県
安曇野市

### 交差する道路
- 長野県道278号大野田梓橋停車場線
- 長野県道319号小倉梓橋停車場線（梓橋駅入口交差点）
- 長野県道314号田多井中萱豊科線
- 長野県道315号波田北大妻豊科線(立石交差点)
- 長野県道441号穂高松本塩尻自転車道線（拾ヶ堰）
- 国道147号（拾ヶ堰橋北交差点 - 南中学校南交差点）で重複
- 長野県道57号安曇野インター堀金線（安曇野インター西交差点 - 田沢交差点）で重複
- 長野自動車道安曇野インターチェンジ（安曇野インター交差点）
- 長野県道310号柏矢町田沢停車場線（安曇野インター交差点 - 田沢交差点）で重複
- 国道19号（田沢交差点）

### 沿線
- JR大糸線梓橋駅
- 安曇野市立豊科南中学校
- 長野県立こども病院
- 長野自動車道安曇野インターチェンジ
- JR篠ノ井線田沢駅